# Tempo Economico
Tempo Economico era una rivista italiana di economia pubblicata dal 1963 agli anni 2000.

## Storia
Tempo Economico nasce nel 1963 da un’idea di Giordano Pini (giornalista, editore) che insieme alle sorelle Luciana e Lilia operava già nel campo dell’editoria locale del Comasco con la pubblicazione “il Bollettino Lariano” (rivista che proponeva informazioni commerciali, normative economiche e fiscali, pubblicava l’elenco dei protesti cambiari della Camera di Commercio di Como, Lecco, Varese). Il commercio locale e nazionale negli anni ‘60 era in forte crescita e mancava in Italia una pubblicazione periodica nazionale che parlasse di industria, economia e commercio, una vetrina anche per le migliaia di piccole e medie imprese che in ogni settore industriale e commerciale avevano reso grande il paese. La pubblicità diventava una necessità per molti imprenditori e manager e “Tempo Economico” poteva essere un ottimo strumento per farsi conoscere.
Il mensile ebbe un grande successo ottenendo anche numerosi riconoscimenti nazionali e internazionali per la promozione del commercio e lo sviluppo dell’economia italiana.
«Tempo Economico» è stata la prima rivista mensile italiana di economia e management stampata in roto-offset e distribuita a imprese e istituzioni italiane ed estere. 
Nel 1997 la testata viene ceduta dalla Fratelli Pini Editori a un gruppo di redattori che fonda la casa editrice Editoriale Syncro, diventata poi Tempo Economico Editoriale con l'ingresso di nuovi soci. «Tempo Economico» è stato tra le prime periodici italiani ad ospitare (sul numero 402 del marzo 1999) la campagna pubblicitaria di responsabilità sociale «UNA Terra» dell'ong umanitaria Cesvi. 

Acquisita nel luglio 2004 dalla società Epipoli Media di Milano, non venne poi più pubblicata.

## Direttori
- Giordano Pini, classe 1937, editore, giornalista
- Claudio Benedetti [3]
- Fabrizio Vallari (Milano, 1968)
- Enzo Argante
- Fabrizio Vallari nel 1999